# Pedro Olasagasti
Pedro Olasagasti Arruti es un deportista español que compitió en remo como timonel. Ganó una medalla de oro en el Campeonato Mundial de Remo de 1979, en la prueba de ocho con timonel ligero.

## Palmarés internacional
| Campeonato Mundial | Campeonato Mundial | Campeonato Mundial | Campeonato Mundial      |
| Año                | Lugar              | Medalla            | Prueba                  |
| ------------------ | ------------------ | ------------------ | ----------------------- |
| 1979               | Bled (Yugoslavia)  | Medalla de oro     | Ocho con timonel ligero |